# Теорема Каратеодори — Тёплица
Теорема Каратеодори — Тёплица — теорема математического анализа, названная в честь математиков Константина Каратеодори и Отто Тёплица:
Пусть {\displaystyle \Delta :=\{z\,:\,|z|<1\}} — единичный круг в комплексной плоскости {\displaystyle \mathbb {C} .}
Множество всех функций {\displaystyle h(z)} с положительной в {\displaystyle \Delta } вещественной частью и
нормировкой {\displaystyle h(0)=1,} отображающих круг {\displaystyle \Delta } в правую полуплоскость
называется классом Каратеодори и обозначается через {\displaystyle C.}
Каратеодори и Теплиц решили задачу точного описания
множества значений системы коэффициентов
{\displaystyle (\{h\}_{1},\ldots ,\{h\}_{n}),} где {\displaystyle n\in \mathbb {N} ,} на классе {\displaystyle C.}
Множество значений системы коэффициентов {\displaystyle (\{h\}_{1},\ldots ,\{h\}_{n}),} {\displaystyle n\in \mathbb {N} }
на классе {\displaystyle C} есть замкнутое выпуклое ограниченное множество {\displaystyle K_{n}} точек
{\displaystyle n}-мерного комплексного евклидова пространства {\displaystyle \mathbb {C} ^{n}} для которых
определители
{\displaystyle \det {\{a_{ij}\}_{i,j=0}^{k}},\qquad 1\leqslant k\leqslant n,}
где
{\displaystyle a_{ii}=2,\qquad a_{ij}=\{h\}_{j-i},\quad j>i,\qquad a_{ji}={\overline {a_{ij}}},\quad j<i,}
либо все положительны, либо положительны до какого-то номера, начиная с которого
равны нулю. Последний случай отвечает принадлежности точки
{\displaystyle (\{h\}_{1},\ldots ,\{h\}_{n})} границе {\displaystyle \partial K_{n}} тела коэффициентов {\displaystyle K_{n}.}
Каждой граничной точке этого тела отвечает только одна функция класса {\displaystyle C,}
имеющая вид выпуклой линейной комбинации
{\displaystyle h^{(k)}(z)=\sum _{\nu =1}^{k}\alpha _{\nu }{\frac {1+e^{i\varphi _{\nu }}z}{1-e^{i\,\varphi _{\nu }}z}}}
с коэффициентами {\displaystyle \alpha _{\nu },} причем
{\displaystyle 1\leqslant k\leqslant n} и {\displaystyle \varphi _{\nu }\neq \varphi _{\mu }} при
{\displaystyle \mu \neq \nu ,} {\displaystyle \mu ,\nu =1,\ldots ,n.}